# Fairbanks
Fairbanks (del tanana: Tanan) es una ciudad localizada en Alaska, Estados Unidos. Según el censo de 2007, la población de la ciudad era de 34 540 habitantes y la población total de Fairbanks y sus alrededores es de 97.484 habitantes. Fairbanks es la ciudad más grande en la región interior de Alaska y la segunda ciudad más grande del estado, después de Anchorage. En ella se encuentra la Universidad de Alaska Fairbanks, la más antigua del estado.

## Historia

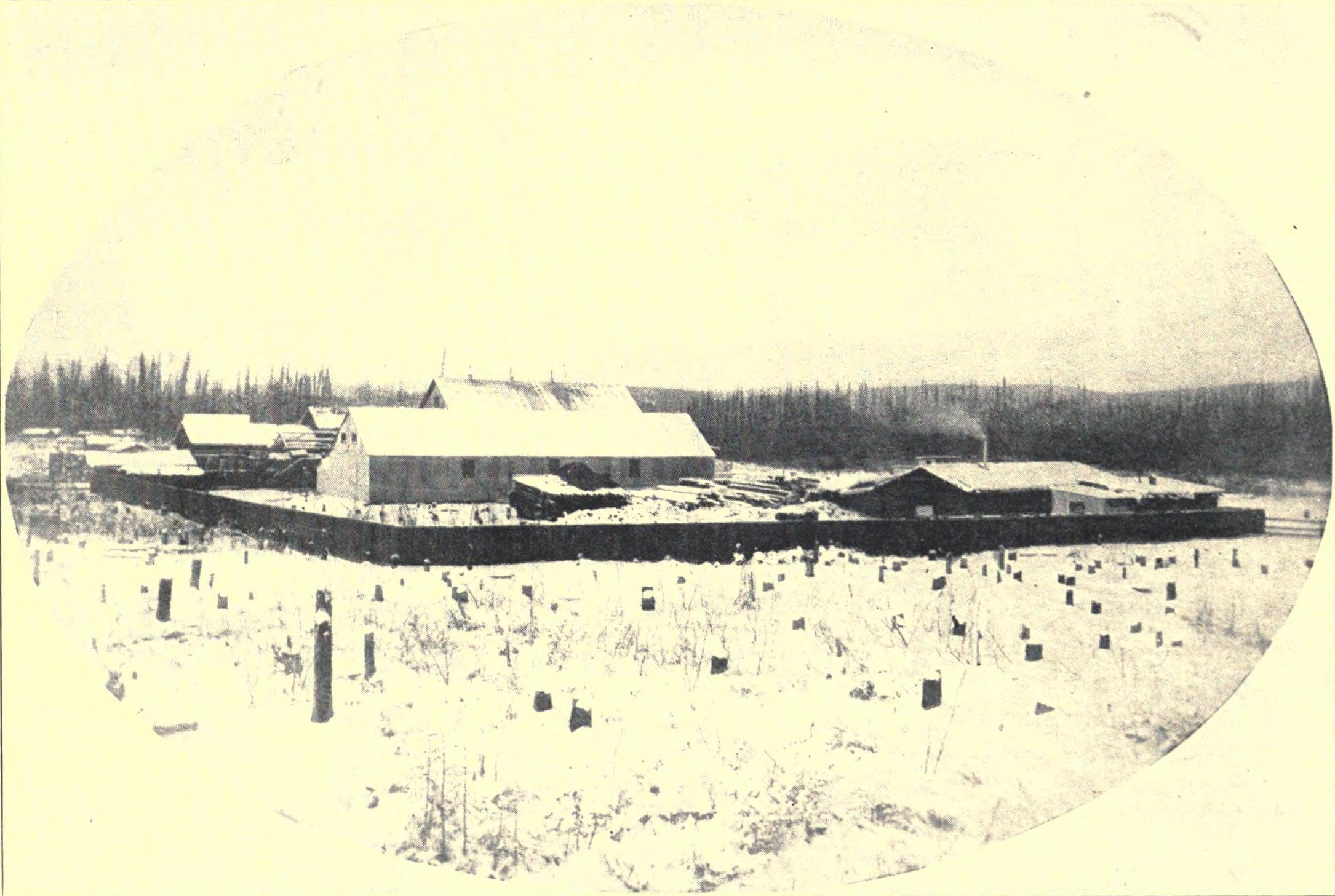
El asentamiento incipiente de Fairbanks tal como apareció en 1903. Los edificios mostrados son probablemente por los del puesto de comercio de E. T. Barnette.

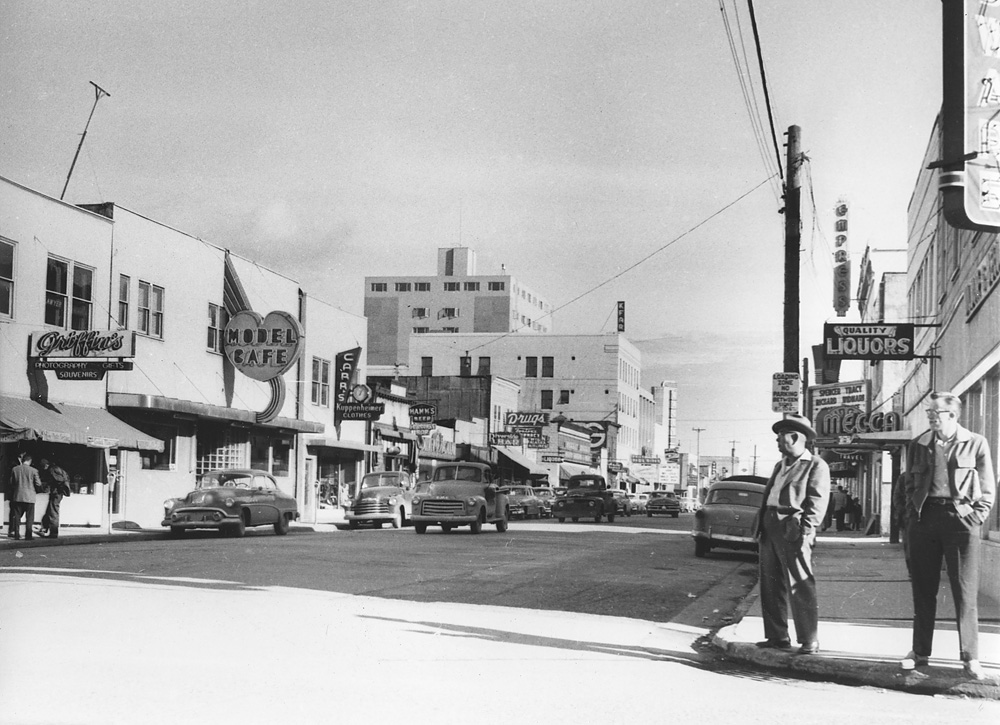
Foto tomada por Elisabeth Meyer en 1955, mirando hacia el este desde la Second Avenue y Cushman Street. El edificio ahora abandonado de Polaris, el edificio más alto en Fairbanks desde su terminación en 1952, está en el fondo.

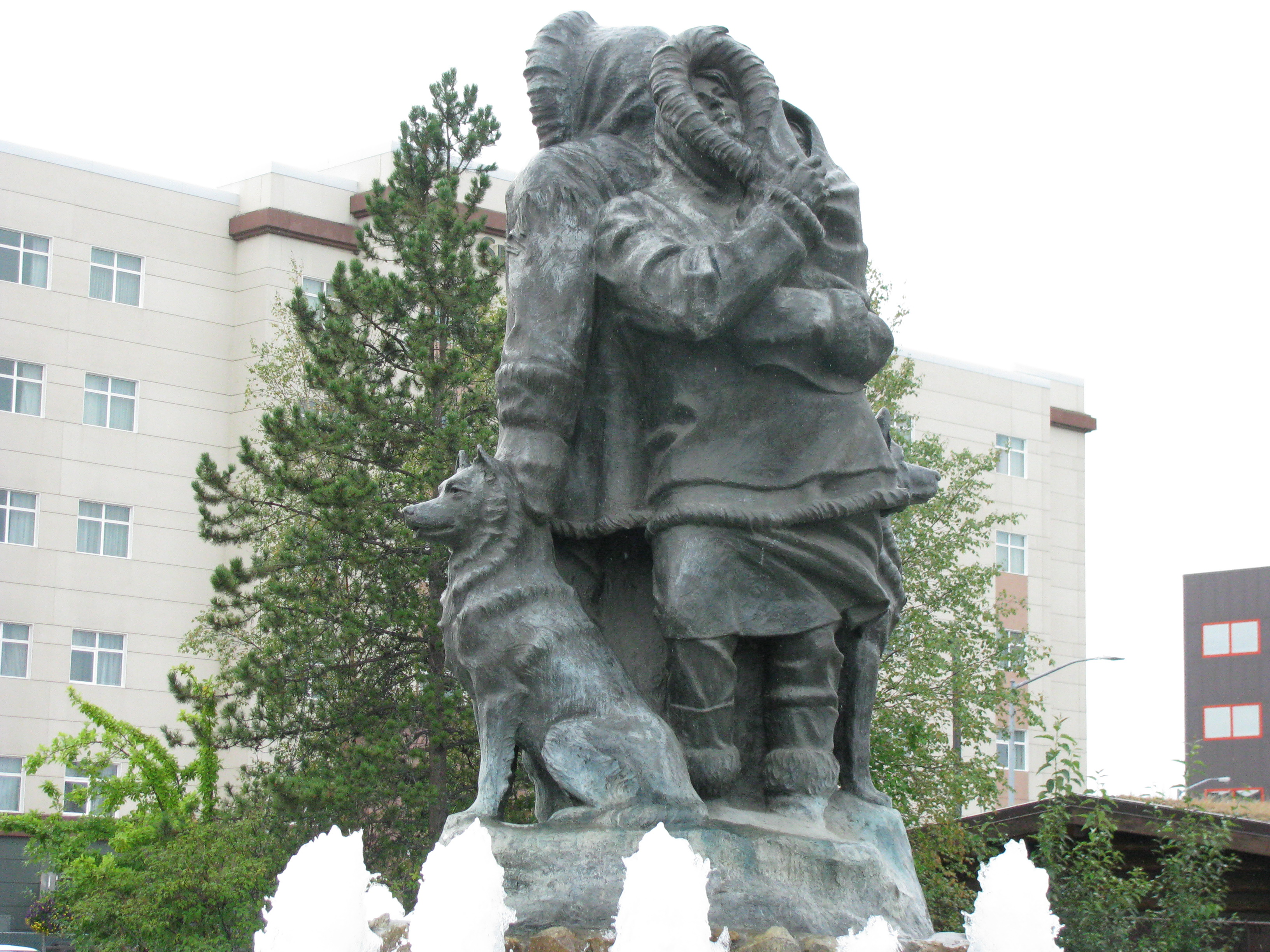
La Estatua de la Primera Familia cerca del Fairbanks Visitor Center, Fairbanks (Alaska).

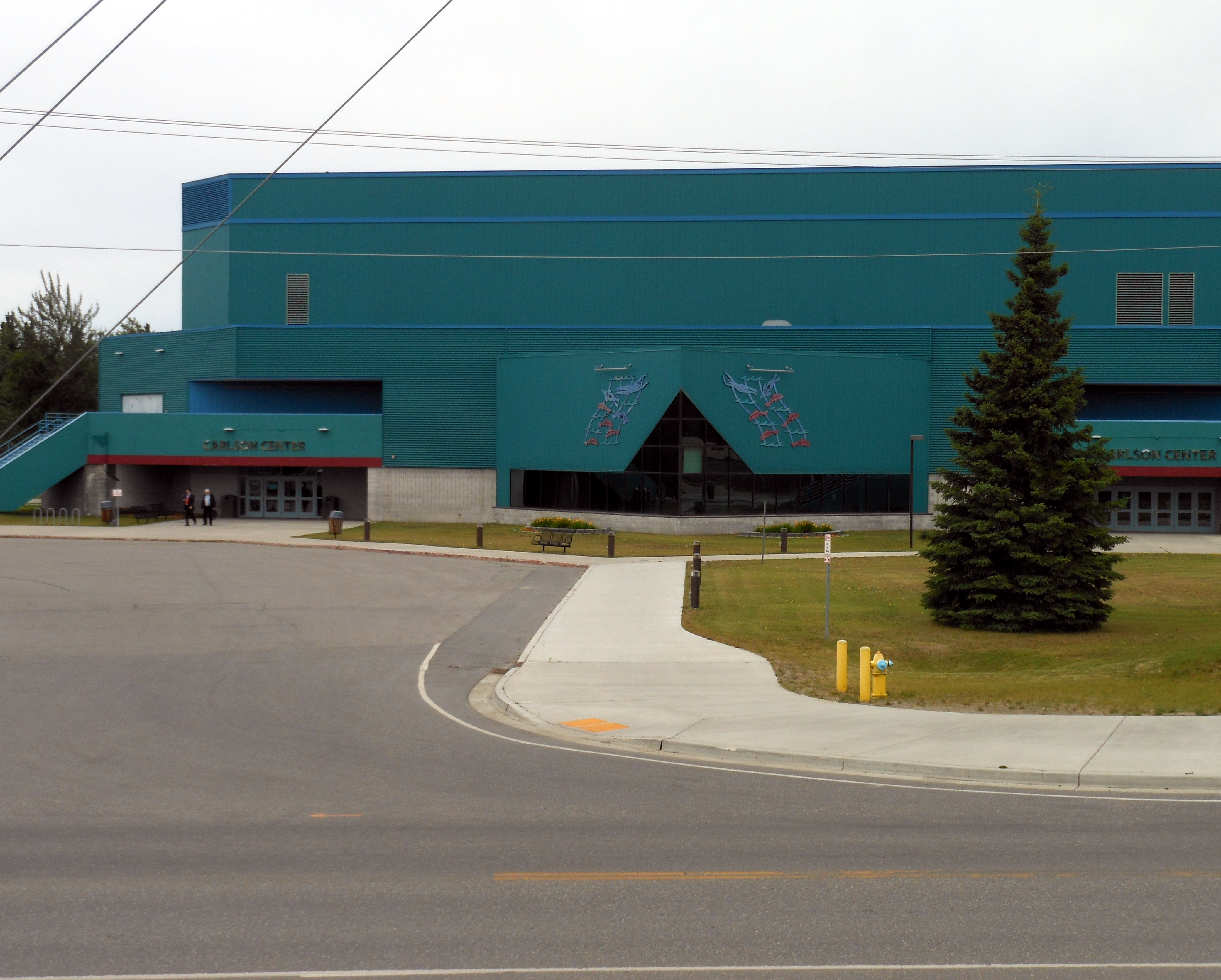
Carlson Center, casa del Fairbanks Grizzlies.

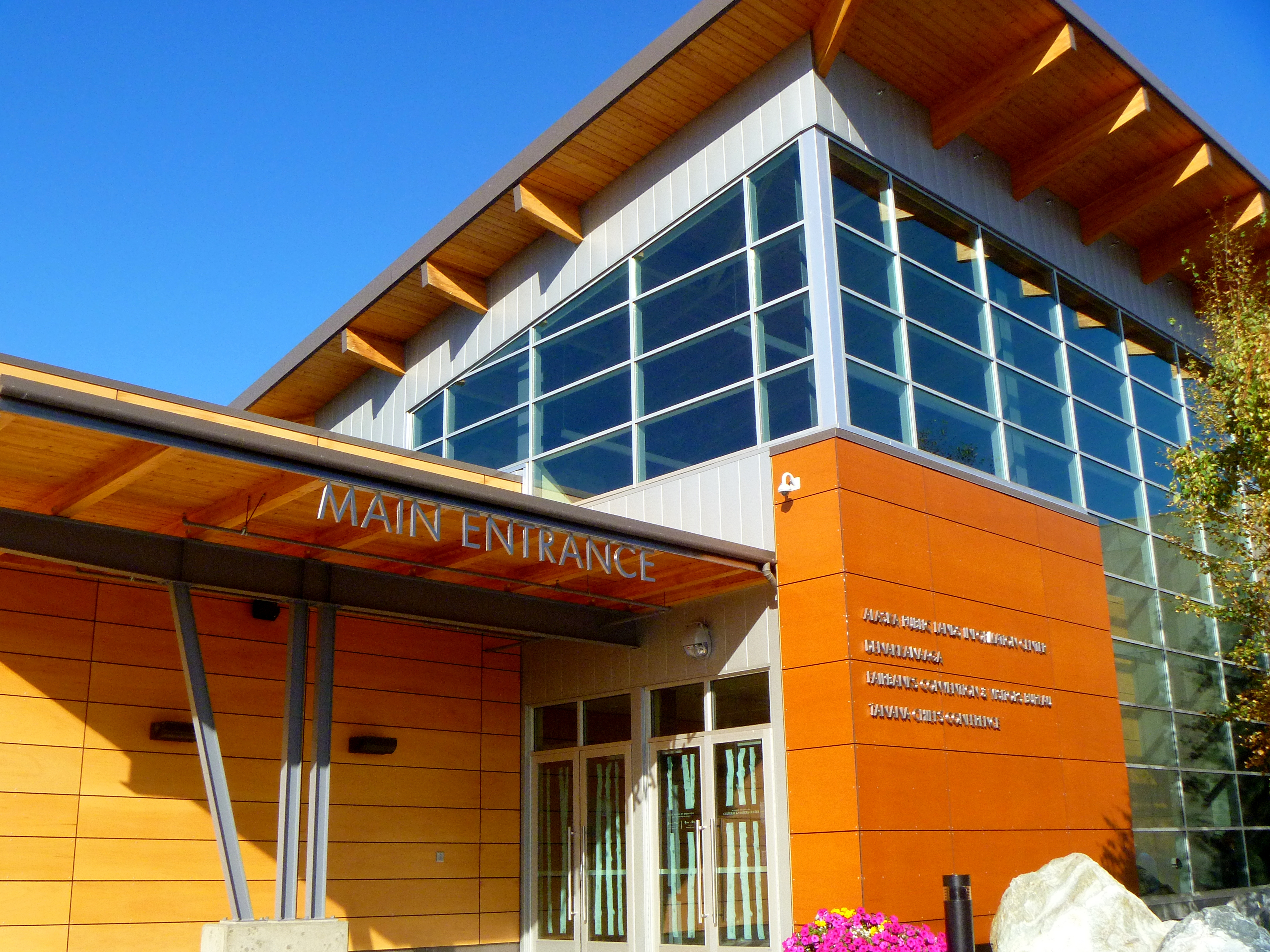
Fairbanks Visitor Center en Fairbanks (Alaska).

Fairbanks, la segunda ciudad más grande de Alaska, se remonta a la fundación de un puesto comercial por el capitán E. T. Barnette el 26 de agosto de 1901, junto con su partido y sus suministros, fueron depositados a lo largo de las orillas del río Chena, situado a las 11 millas de aguas hacia arriba de su confluencia con el río Tanana. El área había visto la ocupación humana desde al menos la última edad de hielo, pero un asentamiento permanente no se estableció en el sitio de Fairbanks hasta el siglo XX. La visión del humo de los motores del vapor llamó la atención de los buscadores de oro que trabajan en las colinas al norte, sobre todo un inmigrante italiano llamado Felice Pedroni (conocido como Felix Pedro) y su socio Tom Gilmore. Los dos conocieron a Barnette, donde lo desembarcó y lo convenció del potencial de la zona. Barnette estableció su puesto comercial en el sitio, con la intención de llegar a Tanacross. Los equipos de los buscadores de oro pronto se congregaron en y alrededor de la recién fundada Fairbanks; Construyeron minas de deriva, dragas, y minas de lodo, además de paneo y esclusas.
Después de algunos instantes de James Wickersham, que más tarde se trasladó a la sede de la Corte de la Tercera División de Eagle a Fairbanks, el establecimiento recibió su nombre de Charles Warren Fairbanks, un senador republicano de Indiana y más tarde el vigésimo sexto vicepresidente de los Estados Unidos durante el segundo mandato de Theodore Roosevelt.

En estos primeros años del asentamiento, el Valle de Tanana fue un importante centro de agrícola para Alaska hasta el establecimiento del Proyecto de Colonización del Valle de Matanuska y la ciudad de Palmer en 1935. La actividad agrícola todavía se produce hoy en el Valle de Tanana, pero sobre todo al sureste de Fairbanks en las comunidades de Salcha y Delta Junctionde. Durante los primeros días de Fairbanks, su vecindad era un gran productor de los productos agrícolas. Lo que ahora es el norte de la parte sur de Fairbanks fue originalmente la granja de Paul J. Rickert, que vino de cerca Chena en 1904 y operó una gran granja hasta su muerte en 1938. En Farmers Loop Road y Badger Road, el bucle de carreteras al norte y al este (respectivamente) de Fairbanks, fueron también el hogar de la gran actividad agrícola. El camino del tejón se nombra para el tejón de Harry Markley, un residente temprano de Fairbanks que estableció más adelante una granja a lo largo de la carretera y se conocía como "el rey de la fresa". Ballaine y Caminos McGrath, son caminos secundarios de Farmers Loop Road, también fueron nombrados para los agricultores locales prominentes, cuyas granjas se encuentran en las inmediaciones de sus respectivos caminos homónimo. A pesar de los esfuerzos iniciales de la Liga Leal de Alaska, la Asociación de la Agricultura del Valle de Tanana y William Fentress Thompson, editor de la Fairbanks Daily News-Miner, para fomentar la producción de alimentos, la agricultura en la zona que nunca fue capaz de apoyar plenamente a la población, Llegó cerca en la década de 1920.
La construcción del Aeródromo Militar de Ladd a partir de 1939, parte de un esfuerzo más grande del gobierno federal durante el New Deal y la Segunda Guerra Mundial para instalar la infraestructura principal en el territorio por primera vez, fomentó un auge económico y de población en Fairbanks que se extendió más allá del final de la guerra. La tubería de los productos petrolíferos de Haines - Fairbanks 626 millas de largo 8 kilómetros "se construyó durante el período de 1953-55. La presencia del ejército de los Estados Unidos ha permanecido fuerte en Fairbanks. Ladd se convirtió en Fort Wainwright en 1960, el puesto fueron incorporados a la ciudad de Fairbanks durante la década de 1980.
Fairbanks sufrió numerosas inundaciones en sus primeras seis décadas, ya sea por atascos de hielo durante la ruptura de primavera o debido a las fuertes lluvias. El primer puente que cruzaba el río Chena fue una estructura de madera construida en 1904 para extender la calle Turner hacia el norte, a fin de conectarse con los caminos que conducían a los campos de minería de oro. Era frecuentemente destruido por las crecidas del río, hasta que un puente permanente fue construido en Cushman Street en 1917 por la Comisión de las Carreteras de Alaska. El 14 de agosto de 1967, después de precipitaciones récord río arriba, el río Chena saltó sus márgenes, inundando casi toda la ciudad de Fairbanks durante la noche. Este desastre condujo a la creación del Proyecto de Control de Inundaciones de los Lagos del Río Chena, el cual construyó y opera la Presa de Moose Creek de 15 metros de altura en el Río Chena y el aliviadero anexo de 8 millas (13 km) de largo. El proyecto fue diseñado para evitar la repetición de la inundación de 1967 mediante el desvío de agua río arriba de Fairbanks hacia el río Tanana, evitando así la ciudad.

## Geografía

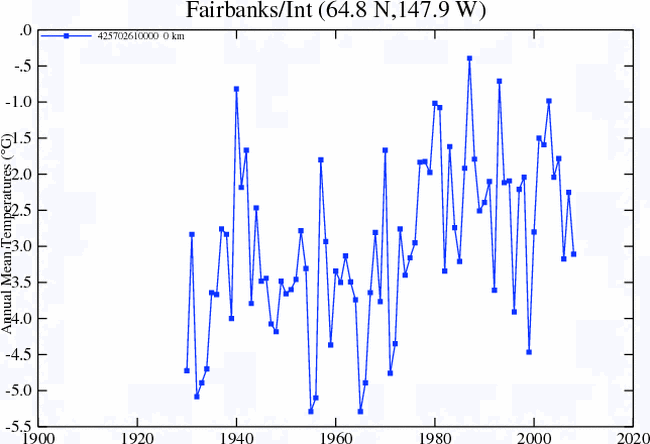
Termografía promedio del aire en casilla meteorológica, de 1929 a 2009; datos de la NASA.

Localizada también en las orillas norte y sur del Río Chena, cerca de su confluencia con el Río Tanana.
De acuerdo con la Oficina del Censo de los Estados Unidos, la ciudad tiene un área total de 84.6 kilómetros cuadrados. 82.5 km² es tierra y 2.1 km² es agua (2.48% es agua).

### Clima
Fairbanks tiene un clima subpolar (Köppen Dfb). El "Interior", región de Fairbanks y el parque nacional y reserva Denali, tienen un tiempo de los más extremos y variables del mundo con rápidos altibajos de  temperatura, tormentas con granizo, relámpagos y nieve en verano. Los inviernos son muy largos, desde fines de septiembre a mediados de abril; fuertemente frío y seco, con temperaturas hasta de -54 °C. Frecuentemente la temperatura está por meses enteros por debajo de -17 °C . La mínima absoluta registrada en Fairbanks fue de -54,4 °C el 14 de enero de 1934. La mínima media de enero es de -28 °C y su máxima media de -19 °C. La media de nevadas invernales es de 171 cm anuales. Durante los meses invernales, si la temperatura desciende por debajo de -29 °C, se puede producir la cellisca. Los veranos son usualmente muy calurosos, con Tº con frecuencia alcanzando 27 a 32 °C y a veces de 32 a 37 °C. La mínima media de julio es de 12 °C y su máxima media de 22 °C. El máximo absoluto de Fairbanks fue de 37,2 °C el 28 de julio de 1919. Tormentas con granizo y relámpagos pueden ocurrir en verano. En agosto y septiembre puede llover, y la nieve aparece frecuentemente en septiembre. En primavera, nieva entrando en mayo, y a veces aún en junio. La precipitación media anual es de 26,26 cm/año (lluvia más nieve fundida). Fairbanks es conocida por sus larguísimas diurnidades de verano: el sol permanece 21:49 horas el 21 de junio con 24 h de luz solar útil. Por oposición, el sol sale 3:42 horas el 21 de diciembre con 5:33 h de luz diurna.
De acuerdo al New York Times, se despliegan espectaculares  aurora borealis ("luces norteñas") visibles por un promedio de 200 días al año en la vecindad de Fairbanks. (Jerry Garrett, "El Show del Frío en Fairbanks Alaska," New York Times, 2 de marzo de 2007)
| Parámetros climáticos promedio de Aeropuerto Internacional de Fairbanks, Alaska (1991–2020) | Parámetros climáticos promedio de Aeropuerto Internacional de Fairbanks, Alaska (1991–2020) | Parámetros climáticos promedio de Aeropuerto Internacional de Fairbanks, Alaska (1991–2020) | Parámetros climáticos promedio de Aeropuerto Internacional de Fairbanks, Alaska (1991–2020) | Parámetros climáticos promedio de Aeropuerto Internacional de Fairbanks, Alaska (1991–2020) | Parámetros climáticos promedio de Aeropuerto Internacional de Fairbanks, Alaska (1991–2020) | Parámetros climáticos promedio de Aeropuerto Internacional de Fairbanks, Alaska (1991–2020) | Parámetros climáticos promedio de Aeropuerto Internacional de Fairbanks, Alaska (1991–2020) | Parámetros climáticos promedio de Aeropuerto Internacional de Fairbanks, Alaska (1991–2020) | Parámetros climáticos promedio de Aeropuerto Internacional de Fairbanks, Alaska (1991–2020) | Parámetros climáticos promedio de Aeropuerto Internacional de Fairbanks, Alaska (1991–2020) | Parámetros climáticos promedio de Aeropuerto Internacional de Fairbanks, Alaska (1991–2020) | Parámetros climáticos promedio de Aeropuerto Internacional de Fairbanks, Alaska (1991–2020) | Parámetros climáticos promedio de Aeropuerto Internacional de Fairbanks, Alaska (1991–2020) |
| Mes                                                                                         | Ene.                                                                                        | Feb.                                                                                        | Mar.                                                                                        | Abr.                                                                                        | May.                                                                                        | Jun.                                                                                        | Jul.                                                                                        | Ago.                                                                                        | Sep.                                                                                        | Oct.                                                                                        | Nov.                                                                                        | Dic.                                                                                        | Anual                                                                                       |
| ------------------------------------------------------------------------------------------- | ------------------------------------------------------------------------------------------- | ------------------------------------------------------------------------------------------- | ------------------------------------------------------------------------------------------- | ------------------------------------------------------------------------------------------- | ------------------------------------------------------------------------------------------- | ------------------------------------------------------------------------------------------- | ------------------------------------------------------------------------------------------- | ------------------------------------------------------------------------------------------- | ------------------------------------------------------------------------------------------- | ------------------------------------------------------------------------------------------- | ------------------------------------------------------------------------------------------- | ------------------------------------------------------------------------------------------- | ------------------------------------------------------------------------------------------- |
| Temp. máx. abs. (°C)                                                                        | 11.1                                                                                        | 10                                                                                          | 13.3                                                                                        | 24.4                                                                                        | 32.2                                                                                        | 35.6                                                                                        | 37.2                                                                                        | 33.9                                                                                        | 28.9                                                                                        | 22.2                                                                                        | 12.2                                                                                        | 14.4                                                                                        | 37.2                                                                                        |
| Temp. máx. media (°C)                                                                       | -17.4                                                                                       | -11.3                                                                                       | -3.9                                                                                        | 7.6                                                                                         | 16.7                                                                                        | 22.1                                                                                        | 22.6                                                                                        | 19.1                                                                                        | 12.9                                                                                        | 1.2                                                                                         | -10.9                                                                                       | -15.4                                                                                       | 3.6                                                                                         |
| Temp. media (°C)                                                                            | -22.4                                                                                       | -17.7                                                                                       | -11.8                                                                                       | 0.9                                                                                         | 10.2                                                                                        | 16.1                                                                                        | 17.2                                                                                        | 13.9                                                                                        | 7.7                                                                                         | -3.2                                                                                        | -15.5                                                                                       | -20.2                                                                                       | -2.1                                                                                        |
| Temp. mín. media (°C)                                                                       | -27.3                                                                                       | -24                                                                                         | -19.7                                                                                       | -5.7                                                                                        | 3.7                                                                                         | 10.1                                                                                        | 11.7                                                                                        | 8.7                                                                                         | 2.3                                                                                         | -7.6                                                                                        | -20.1                                                                                       | -25                                                                                         | -7.7                                                                                        |
| Temp. mín. abs. (°C)                                                                        | -54.4                                                                                       | -50                                                                                         | -48.9                                                                                       | -35.6                                                                                       | -18.3                                                                                       | -2.2                                                                                        | -1.1                                                                                        | -6.1                                                                                        | -16.1                                                                                       | -33.3                                                                                       | -47.8                                                                                       | -52.2                                                                                       | '                                                                                           |
| Precipitación total (mm)                                                                    | 15.5                                                                                        | 13.2                                                                                        | 10.2                                                                                        | 8.6                                                                                         | 13.7                                                                                        | 37.6                                                                                        | 57.4                                                                                        | 53.3                                                                                        | 34.3                                                                                        | 19.3                                                                                        | 18.8                                                                                        | 14.5                                                                                        | 296.4                                                                                       |
| Nevadas (cm)                                                                                | 25.9                                                                                        | 25.4                                                                                        | 16.5                                                                                        | 7.9                                                                                         | 2.3                                                                                         | 0                                                                                           | 0                                                                                           | 0                                                                                           | 5.8                                                                                         | 20.8                                                                                        | 31.8                                                                                        | 27.7                                                                                        | 164.1                                                                                       |
| Días de precipitaciones (≥ 0.01 in)                                                         | 8.7                                                                                         | 6.9                                                                                         | 5.7                                                                                         | 3.7                                                                                         | 6.2                                                                                         | 10.8                                                                                        | 12.8                                                                                        | 13.5                                                                                        | 10.7                                                                                        | 9.8                                                                                         | 9.5                                                                                         | 8.8                                                                                         | 107.1                                                                                       |
| Días de nevadas (≥ 0.1 in)                                                                  | 10.2                                                                                        | 8.3                                                                                         | 6.7                                                                                         | 2.6                                                                                         | 0.6                                                                                         | 0.0                                                                                         | 0.0                                                                                         | 0.0                                                                                         | 1.3                                                                                         | 8.3                                                                                         | 11.2                                                                                        | 10.4                                                                                        | 59.6                                                                                        |
| Horas de sol                                                                                | 54                                                                                          | 120                                                                                         | 224                                                                                         | 302                                                                                         | 319                                                                                         | 334                                                                                         | 274                                                                                         | 164                                                                                         | 122                                                                                         | 85                                                                                          | 71                                                                                          | 36                                                                                          | 2105                                                                                        |
| Humedad relativa (%)                                                                        | 69.3                                                                                        | 65.5                                                                                        | 60.4                                                                                        | 56.2                                                                                        | 50.2                                                                                        | 56.6                                                                                        | 64.2                                                                                        | 70.8                                                                                        | 68.9                                                                                        | 74.1                                                                                        | 72.8                                                                                        | 71.3                                                                                        | 65                                                                                          |
| Fuente n.º 1:                                                                               |                                                                                             |                                                                                             |                                                                                             |                                                                                             |                                                                                             |                                                                                             |                                                                                             |                                                                                             |                                                                                             |                                                                                             |                                                                                             |                                                                                             |                                                                                             |
| Fuente n.º 2: Danish Meteorological Institute (sun, 1931–1960)                              |                                                                                             |                                                                                             |                                                                                             |                                                                                             |                                                                                             |                                                                                             |                                                                                             |                                                                                             |                                                                                             |                                                                                             |                                                                                             |                                                                                             |                                                                                             |

## Demografía
| Gráfica de evolución de Fairbanks entre 1910 y 2018 |
|                                                     |

Según el censo del año 2005, hay 82840 personas, de las cuales 52.17% (43217) son hombres y 47.83% (39623) son mujeres. La edad media es de 29.5 años. La densidad de población es 979.19 hab/km². La composición racial de la ciudad es 77.79% blancos, 5.85% negros o afroamericanos, 6.9% nativos, 2.08% asiáticos, 0.3 provenientes de las islas del Pacífico, 1.71% de otras razas y 5.39% de dos o más razas. 4.15% son hispanos o latinos de cualquier raza.